# Rodrigo de Liendo
Rodrigo de Liendo, nacido como Rodrigo Gil de Rozillo (1510.1555), fue un arquitecto español del siglo XVI y uno de los canteros más importantes de La Española en su época.
En 1525 se trasladó a Santo Domingo de Guzmán para construir el templo de la orden mercedaria. La comenzó a construir en el año 1527 y fue terminada en 1555. Participó en la construcción de la Catedral de Santo Domingo iniciada en 1514, junto con la propuesta de un nuevo diseño en 1522, con Luis de Moya e intervención del obispo Alessandro Geraldini. El valor de sus conocimientos fue apreciado por los vecinos de la ciudad que lograron que no se fuera en 1534 y le otorgaron el cargo de Maestro Mayor de las obras de Fortaleza.
Para 1543 realizó el diseño y la construcción de la Puerta de la Misericordia que en un principio fue llamada Puerta Grande. De 1547 a 1556 realizó la construcción de la Iglesia de San Francisco de Asís, el convento y la capilla de la Tercera Orden.
Su hijo, Francisco de Liendo, fue nombrado canónigo de la catedral y el primer sacerdote nativo de Santo Domingo. En España construyó obras de carácter provinciano medieval que se conservan en la actualidad.